# Чурувия, Славко
Славко Чурувия (серб. кир. Славко Ћурувија; 9 августа 1949 — 11 апреля 1999) — югославский журналист, издатель, основатель газет «Недельни телеграф», «Дневни телеграф» и «Европлянин». Его убийство 11 апреля 1999 года в Белграде вызвало международное осуждение.

## Ранние годы
Славко Чурувия родился 9 августа 1949 года в Загребе. Он окончил факультет политологии Белградского университета в 1978 году. После окончания учебы он работал на предприятии «Машиноградня» в Белграде. С 1984 года работал аналитиком в Аналитическом управлении Федерального секретариата внутренних дел.

## Карьера журналиста и издателя
В 1986 году Чурувия начал работать в газете «Борба», где прошёл по карьерной лестнице до редактора отдела до главного редактора.
Чурувия был корреспондентом в Косово и Метохии, где ему удалось пообщаться со Слободаном Милошевичем во время его визита в Косово Поле 24 апреля 1987 года.
Чурувия был сотрудником нескольких югославских средств массовой информации: «Комунист», Недельне информативне новине, «Vjesnik», «Večernji list», «Неделя», «Победа», ТВ Београд, ТВ Политика, ТВ Сараево, а также сотрудничал с некоторыми европейскими изданиями.
Он ушёл из «Борбы» в 1994 года, когда газета оказалась под контролем правительства, после чего Чурувия вместе с Момчилом Джорджовичем основал газету «Недельный телеграф», первый сербский частный еженедельник. Два года спустя, в 1996 году, они основали «Дневни телеграф» (ДТ), первую частную ежедневную газету в Сербии. В 1998 году основал журнал «Европлянин».
Чурувия был автором двух книг в жанре нон-фикшн.
Чурувия был приговорён к 6 месяцам тюрьмы и штрафу в марте 1999 года за публикацию об убийстве врача заместителя премьер-министра Милована Бойжича. Во время Натовских бомбёжек, государственное телевидение обвиняло Чурувию, что он помогает Нато.

## Семья
Был женат на Бранке Прпа, возглавлявшей Исторический архив Белграда.

## Убийство
Убит рядом со своим домом в Белграде 11 апреля 1999 года. Убийцы во время стрельбы по журналисту, ударили его жену Бранку Прпу по голове пистолетом. По делу об убийстве проходили четыре подозреваемых, которые все были оправданы в Белграде в 2024 году без права апелляции: Мирослав Курак (был в бегах и обвинялся заочно), Милан Радойнич (сотрудник госбезопасности), Ратко Ромич (сотрудник госбезопасности), Радомир Маркович, бывший глава службы государственной безопасности Союзной республики Югославия (с 1998 по 2001).
Согласно одной из версий, возможным заказчиком убийства Чурувии могла быть Мириана Маркович, супруга тогдашнего президента Югославии Слободана Милошевича. В 2024 году экс-депутат Скупщины Весна Пешич озвучила подобную версию в соцсетях, за что была подвергнута критике со стороны премьера Аны Брнабич. В 2008 году Мириана и её сын Марко получили политическое убежище в России, а российские власти отказали Сербии в их выдаче.